# 뇌횡

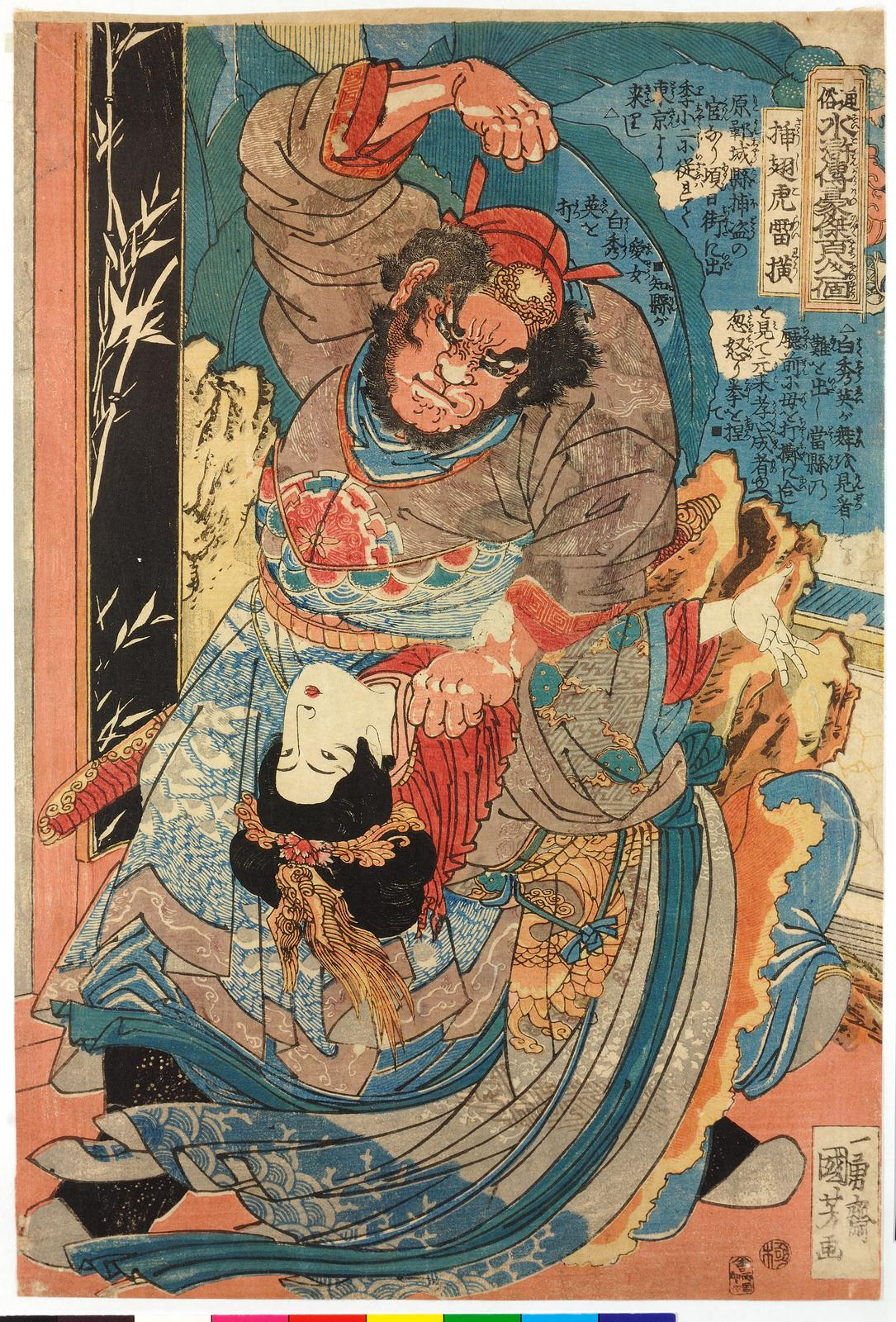
우타가와 구니요시가 그린 뇌횡 우키요에

뇌횡(중국어 정체자: 雷橫 레이헝[*])은 중국의 사대기서 중 하나인 《수호전》에 등장하는 인물로, 108성 중 25위이자 천강성(天罡星)의 천퇴성(天退星)에 해당한다. 별호는 삽시호(揷翅虎)로 '날개 달린 호랑이'라는 뜻이다. 몸이 가벼워 23장의 강을 뛰어넘을 수 있었던 데서 유래되었다. 젊은 시절 직업을 전전하다가 후에 운성현의 보병 도두가 되었다. 키는 7척 5촌, 적동색 얼굴에 좌우로 솟은 수염을 기르고 있다. 박도를 쓰지만 무예 솜씨는 유당에 뒤진다.

## 생애
제주 운성현의 도두인 뇌횡이 순찰 중 동계촌의 묘소에서 수상한 남자를 붙잡는다. 동계촌의 보정인 조개의 친척이라 하여 석방하는데, 그는 바로 적발귀 유당이었다. 성난 유당이 덤벼들어 유당과 한판 승부를 벌이지만 오용이 둘을 갈라서서 승부가 나지 않았다. 얼마 후 생신강 강탈의 범인으로 조개를 포박하라는 명령을 받자 조개와의 의리에서 일부러 놓친다.
몇 년 후 임무로 양산박 부근을 지나자 양산박에 초대받아 대접 받았다. 양산박에 들어오길 권유 받으나 노모가 걱정된다며 사양하고 돌아간다. 돌아오는 길에 뇌횡은 소리꾼 백수영과 그의 아비인 백옥교와 시비가 붙어 감옥에 갇히게 되고 그 후 어머니를 모욕한 백수영을 살해하고 만다. 그 후 유배를 가게되지만 호송을 맡은 동료인 주동의 배려로 도망쳐 어머니와 양산박에 피신한다. 그 후 자신을 놓쳤기 때문에 유배를 가게 된 주동을 양산박으로 끌어들이는 계략에 참여, 주동을 접촉하여 그를 따르던 창주 지부의 아이와 떼어내어 이규가 아이를 살해하게 하였다.
양산박에서는 보군 두령으로서 각지의 전투에 참가. 고당주 공격에서는 고렴을 죽이는 공을 세웠으나 그 뒤로는 눈에 띄는 공이 없었다. 방랍토벌 중반에서 호연작의 지휘 아래 덕청현을 공격한다. 적장 사행방과 한판 싸움을 벌여 30여 합을 다투다 말 위에서 베여 전사했다. 장순이 송강의 꿈에 나타났을 때 피투성이의 모습으로 그 뒤에 서서 작별을 고했다.

## 대중 문화
영상 매체에서 뇌횡을 연기한 배우는 다음과 같다.
- 류단 영화 《수호전》(1972), 영화 《탕구지》(1975)
- 장딩룽: 드라마 《수호》(1983)
- 런청궁: 영화 《완씨삼웅》(1988)
- 궈바이쑹: 드라마 《수호전》(1998)
- 우웨: 영화 《뇌횡과 주동》(2008)
- 바이하이룽: 드라마  《수호전》(2011)